# Ashley Judd
Ashley Tyler Ciminella (Granada Hills, California, 19 de abril de 1968), más conocida como Ashley Judd, es una actriz estadounidense de cine, televisión y teatro. Su debut en cine fue con la película Kuffs (1991) y su primer papel principal fue el de Ruby Lee Gissing en Ruby in Paradise (1993). El primer éxito de taquilla fue la cinta de acción Heat (1995), con Al Pacino y Robert De Niro. Fue candidata al Globo de Oro y al Emmy por su interpretación de Norma Jean en el telefilme Norma Jean & Marilyn (1996).
A lo largo de su trayectoria ha participado en películas como Kiss the Girls (1997), Double Jeopardy (1999) o De-Lovely (2004), por la que fue nuevamente nominada al Globo de Oro. Desde 2010 ha intervenido en Dolphin Tale (2011), Olympus Has Fallen (2013) y en la adaptación cinematográfica de Divergent (2014), siendo la cinta más exitosa de su trayectoria hasta la fecha. En 2012 protagonizó la serie de televisión Missing emitida por ABC, por la que fue candidata al Emmy por segunda vez.

## Biografía
Nació en Granada Hills, California, Estados Unidos hija de la cantante de música country Naomi Judd y de Michael Charles Ciminella, un analista de marketing para el negocio de ventas de caballos de hípica. Ashley Judd tiene ascendencia italiana por parte de su padre. Tiene una hermana mayor, también cantante en el género musical anteriormente citado, Wynonna Judd. Su infancia fue una época complicada y turbulenta, en la que estuvo en trece colegios distintos a lo largo de 12 años. Además vivió con su madre, su abuela y su padre. Judd estudió en la Universidad de Kentucky, graduándose en 1990 y recibiendo un título en francés. El 27 de mayo de 2010 se graduó por la Universidad de Harvard en política pública. Fue vegetariana desde que un amigo suyo le dijo que al comer carne «se comía el miedo de los animales». No obstante, en 2014 se informó de que abandonó esa dieta. En 2016 fue elegida por el Fondo de Población de las Naciones Unidas como embajadora de buena voluntad para trabajar junto con la organización en favor de los derechos de mujeres y niñas.
Participó activamente en numerosas campañas por la prevención del sida, siendo embajadora de la organización YouthAIDS desde 2002. En 2011 escribió un libro en el que detallaba numerosas experiencias dolorosas que tuvo durante su infancia. Durante la promoción declaró que «al compartir mi propia historia con aquellas personas hermosas y fuertes que conocí en los lugares más desesperados, quiero mostrar cómo el cambio que buscamos en el mundo debe empezar por nosotros».

## Carrera

### 1991-1999

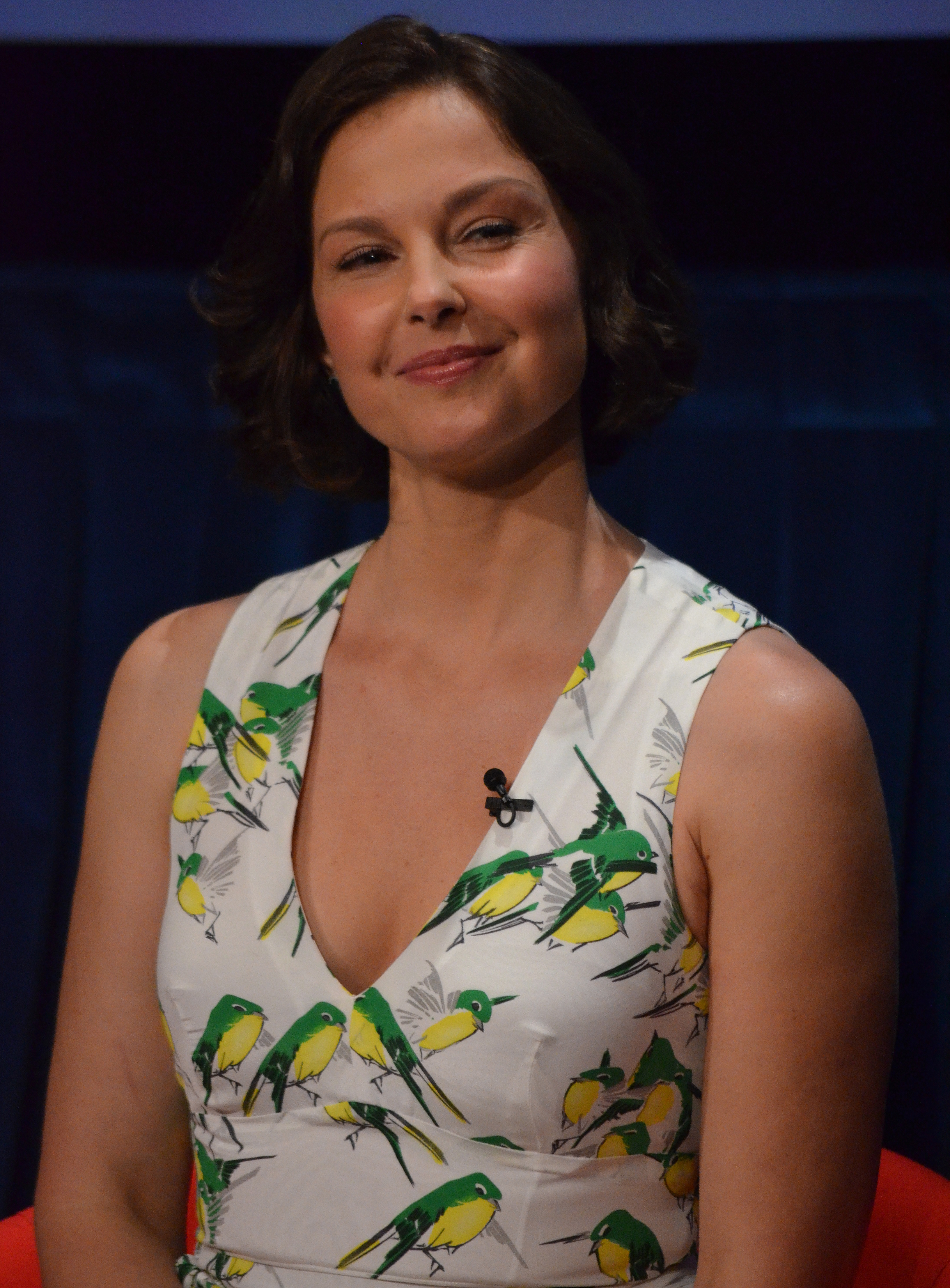
Ashley Judd en 2012.

Su primer trabajo frente a las cámaras se produjo en dos episodios de la serie de televisión Star Trek: The Next Generation (1991). Al año siguiente apareció brevemente en la película Kuffs (1992) y en el telefilme Till Death Us Do Part (1992). Su primer personaje protagonista llegó con Ruby Lee Gissing en el drama Ruby in Paradise (1993), en el que encarnaba a una joven que decidía dar un giro radical a su vida. Su interpretación fue alabada por la crítica, Roger Ebert la definió como «una de las mejores interpretaciones del año». Ganó el Independent Spirit Award a la mejor actriz y la cinta recaudó un millón de dólares en su exhibición en América del Norte. Entre 1991 y 1994 participó en treinta y dos episodios de la serie de televisión Sisters como Reed Halsey.
Formó parte del reparto integrado por William Hurt, Harvey Keitel, Stockard Channing y Forest Whitaker en la comedia Smoke (1995). La cinta fue aclamada por la prensa cinematográfica y logró $8.3 millones en las taquillas americanas. En diciembre de 1995 llegó a los cines la cinta de acción Heat dirigida por Michael Mann y protagonizada por Al Pacino y Robert De Niro, en la que la actriz interpretaba a Charlene Shiherlis. Roger Ebert escribió que «el guion y la dirección de Mann elevan este material, no es solo una película de acción». Obtuvo $187,4 millones en las taquillas internacionales.
Al lado de Luke Perry protagonizó el drama Normal Life dirigido por John McNaughton, en el que daba vida a una joven inestable psicológicamente que trataba de llevar una vida normal con su pareja. Peter Travers describió su actuación en Rolling Stone como «sexy y violenta». Se proyectó en dos salas en Estados Unidos y sumó únicamente $22.891 dólares. Junto a Mira Sorvino protagonizó la TV Movie Norma Jean & Marilyn (1996) encarnando a Norma Jean. Gracias a su interpretación fue candidata al Globo de Oro a la mejor actriz de miniserie o telefilme y al Premio Emmy a la mejor actriz de miniserie o telefilme.
En 1996 intervino en el cortometraje titulado Dick Richards. Posteriormente interpretó a la esposa de Matthew McConaughey en el largometraje de suspenso A Time to Kill (1996), dirigido por Joel Schumacher y basado en la novela homónima de John Grisham. James Berardinelli definió la película en Entertainment Weekly como «envolvente, energética y provocadora». Acumuló $152 millones en las taquillas internacionales, siendo la segunda película más taquillera basada en una novela de John Grisham. Al año siguiente apareció en el drama The Locusts (1997) encabezado por Kate Capshaw y Vince Vaughn. Tras su proyección en doce cines norteamericanos sumó $40.158 dólares.
Cobró $450.000 dólares por colaborar por primera vez con Morgan Freeman en el thriller Kiss the Girls (1997), dirigido por Gary Fleder, en el que daba vida a una doctora que había podido escapar de un peligroso asesino. Pese a que recibió comentarios mixtos por parte de la crítica, fue número uno en la taquilla estadounidense y sumó $60 millones en dicho territorio. Judd fue candidata a los Satellite Awards como mejor actriz de reparto en drama, categoría actualmente extinta. Su siguiente proyecto fue el drama Simon Birch (1998), basado en la novela A Prayer for Owen Meany de John Irving. Roger Ebert la describió como «una descarada película sentimental». Alcanzó los $18.3 millones internacionalmente.
Con Tommy Lee Jones encabezó la película de suspenso Double Jeopardy (1999) en el que interpreta a Elizabeth, una ama de casa acusada del asesinato de su marido después de que este desapareciera misteriosamente. Roger Ebert escribió en el Chicago Sun Times que «esta película está realizada con la esperanza de que recaude millones y millones de dólares, lo que probablemente explica muchas de las cosas que están mal en ella». Acumuló $177,8 millones en las taquillas de todo el mundo, alcanzando la vigésimo primera posición de las películas más exitosas del año en todo el planeta.

### 2000-2009
Recibió un millón de dólares por emparejarse con Ewan McGregor en el thriller de intriga Eye of the Beholder (2000) en el que daba vida a Joanna Eris, una mujer que era sospechosa de haber chantajeado a un miembro del gobierno. Stephen Holden describió el argumento de la cinta en el The New York Times como «una impenetrable confusión». Sumó $17,5 millones en todo el planeta. En el año 2000 también llegó a los cines el drama de 20th Century Fox Where the Heart Is junto a Natalie Portman. Recibió críticas mixtas por parte de la crítica que señaló la debilidad del guion y el confuso argumento. Logró acumular $40,8 millones en las taquillas internacionales.
Protagonizó el telefilme The Ryan Interview (2000) en el que interpretaba a una periodista que tenía que realizar un reportaje sobre Bob Ryan en la víspera de su cumpleaños número cien. Cobró cuatro millones de dólares por protagonizar junto a Hugh Jackman y Greg Kinnear la comedia romántica Someone like You (2001) en la que interpretaba a Jane Goodale, una productora de televisión que trataba de encontrar el amor. Owen Gleiberman escribió en Entertainment Weekly que la cinta era «la perfecta definición de inocua». Por su parte, Kevin Thomas destacó que era «amigable, inteligente y con buen ritmo». Tras su paso por los cines sumó $38,6 millones internacionalmente.
Se reunió con Morgan Freeman en el thriller High Crimes (2002) dirigido por Carl Franklin, en el que daba vida a una abogada. Roger Ebert señaló que la película «consigue mantenerte involucrado e interesado». Recaudó $63,7 millones tras su exhibición mundial. En junio de 2002 llegó a los cines la adaptación cinematográfica de Divine Secrets of the Ya-Ya Sisterhood basada en la novela de mismo nombre escrita por Rebecca Wells y publicada en 1996. En ella compartió el personaje de Vivi Abbott Walker con Ellen Burstyn; Judd lo interpretaba en su juventud. Claudia Puig pensó que era «una predecible película para chicas elevada más allá de una telenovela gracias a su impresionante reparto». Ganó $73,8 millones en las taquillas de todo el mundo.
Apareció brevemente en el biopic de Frida Kahlo titulado Frida (2002), protagonizada por Salma Hayek, dando vida a la fotógrafa Tina Modotti. Junto a Samuel L. Jackson y Andy García encabezó el reparto del thriller Twisted (2004) en el que interpretaba a una inspectora de policía con problemas psicológicos que investigaba a un asesino en serie. Fue universalmente denostado por la prensa cinematográfica, siendo la película peor valorada de su trayectoria hasta la fecha. Scott Foundas escribió en Variety que era un «monótono psicothriller sexual que no es ni sexy ni emocionante». Roger Ebert señaló que «camina como un thriller, habla como un thriller pero grazna como un pavo». Su recaudación mundial rozó los $41 millones.
Encarnó a Linda Porter en el musical De-Lovely (2004) dirigido por Irwin Winkler y junto a Kevin Kline. Su trabajo le supuso una candidatura al Globo de Oro a la mejor actriz de comedia o musical. Peter Travers señaló que lo mejor de la película es que «evoca un tiempo, un lugar y un sonido con estilo y sofisticación». Sumó $18 millones en las taquillas globales. En 2006 protagonizó el romance Come Early Morning en el que encarnaba a una mujer sureña que tras una vida amorosa distendida conocía a un hombre que hacía que se enfrentara a todos sus temores. Su interpretación fue aclamada por la crítica y la película formó parte de la selección oficial del Festival de Cine de Sundance. Recaudó $119.452 dólares en su limitada exhibición norteamericana.
En mayo de 2007 llegó a los cines la cinta de terror psicológico Bug dirigida por William Friedkin. Fue bien recibida por la crítica, Mike LaSalle escribió: «Bug va exactamente donde tiene que ir —a un lugar donde la mayoría de los cineastas no se atreven a ir— y llega allí con brillantez». Tras su exhibición comercial recaudó $8 millones internacionalmente. Posteriormente lideró la producción británica Helen (2009), seleccionada de forma oficial en el Festival de Cine de Sundance. Junto a Harrison Ford, Ray Liotta y Jim Sturgess encabezó el reparto del drama Crossing Over que narraba las dificultades de los inmigrantes ilegales para conseguir el permiso de residencia en la ciudad de Los Ángeles. Joe Neumaier escribió en el New York Daily News que «el tema de la inmigración necesita una película reflexiva. Esta no lo es». Acumuló $3,5 millones tras su exhibición mundial.

### 2010-actualidad

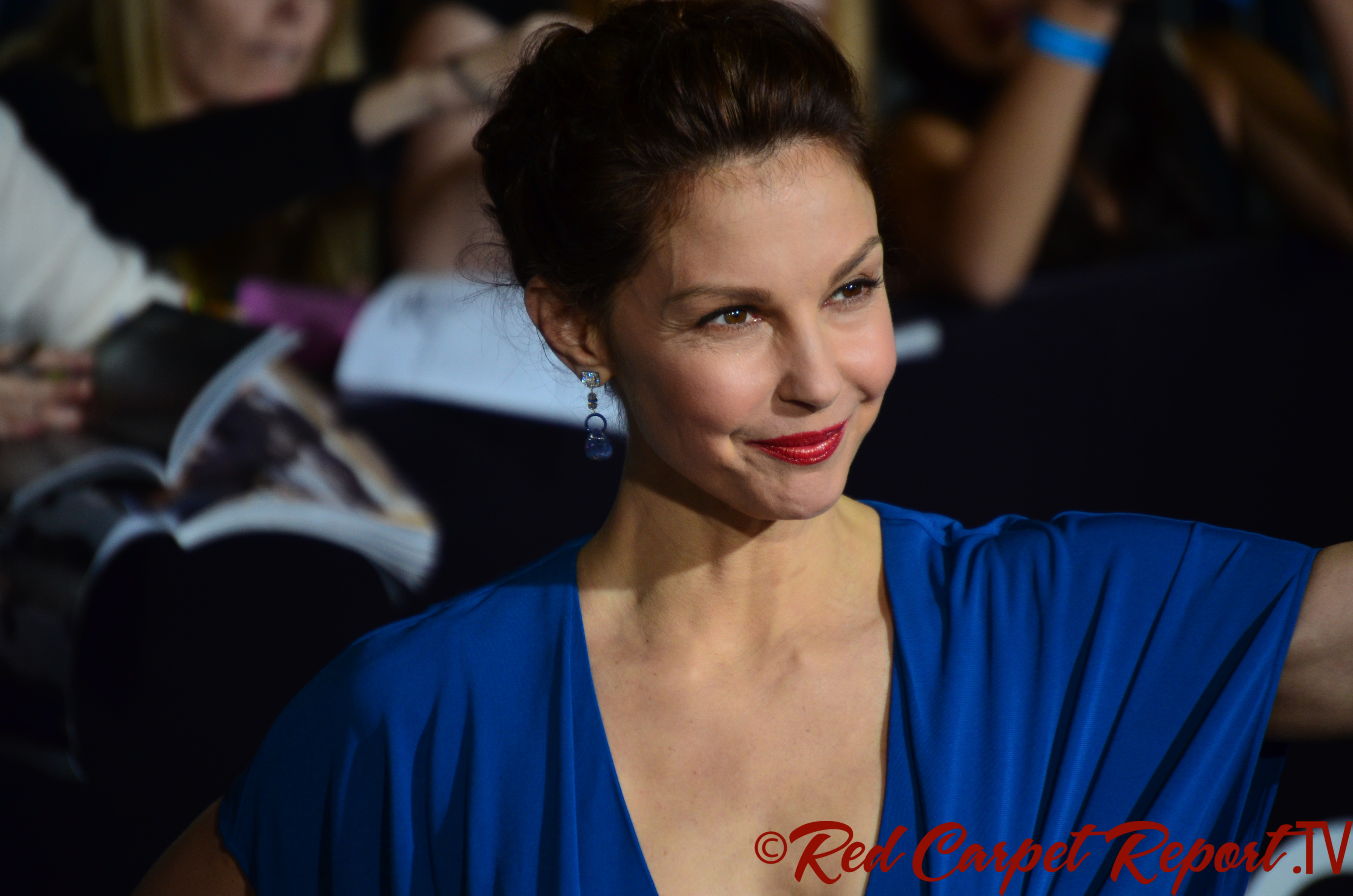
Ashley Judd en la premier de Divergent el 18 de marzo de 2014.

Interpretó a Carly en la comedia fantástica Tooth Fairy (2010) protagonizada por Dwayne Johnson y Julie Andrews. Roger Ebert la definió en el Chicago Sun Times como una «entretenida e inofensiva película». Tras su exhibición internacional sumó $112 millones. En 2011 protagonizó le película de suspenso Flypaper junto a Patrick Dempsey y Octavia Spencer. Elizabeth Weitzman la describió como «un desastre de principio a fin». Acumuló $3 millones en las taquillas mundiales.
Apareció junto a Morgan Freeman y Harry Connick Jr. en Dolphin Tale (2011), que narraba la historia de un delfín que perdía la cola tras quedar atrapado en una cangrejera y que era trasladado a un acuario con la intención de implantarle una prótesis que le permita volver a nadar. Roger Ebert la calificó como «un satisfactorio film para toda la familia». Sorprendió a los expertos al convertirse en un éxito de taquilla en su país de origen al recaudar $72,2 millones y $95,4 como cómputo total.
Debutó como productora ejecutiva en su siguiente proyecto que fue la serie de televisión Missing (2012) en la que daba vida a una antigua agente de la CIA que trataba de rescatar a su hijo después de que este fuera secuestrado en Italia. Por su actuación fue candidata al Premio Emmy a la mejor actriz de miniserie o telefilme. ABC canceló la producción en mayo de 2011 después de emitir una única temporada de diez episodios debido a los bajos índices de audiencia.
Encarnó a la primera dama de los Estados Unidos en la cinta de acción Olympus Has Fallen (2013) dirigida por Antoine Fuqua y protagonizada por Gerard Butler, Aaron Eckhart y Morgan Freeman. Todd McCarthy la definió en The Hollywood Reporter como «un regreso tenso, sangriento y tópico al género de acción de ataques antiamericanos». Acumuló $161 millones en las taquillas. Encabezó el elenco del telefilme Salvation (2014) para NBC en el que daba vida a Jennifer Strickland, una devota mujer que tenía que defender a sus hijos, sus creencias y su iglesia después de que su marido falleciera en extrañas circunstancias.
Interpretó a la madre de Shailene Woodley en Divergent (2014), adaptación cinematográfica de la novela de mismo nombre escrita por Veronica Roth y publicada en 2011. Peter Travers describió la adaptación como «sosa y sin vida». Alcanzó los $275 millones de dólares como cómputo global convirtiéndose en la película más exitosa de su carrera hasta la fecha. En septiembre de 2014 llegó a los cines el drama The Identical que fue duramente recibido por parte de la crítica. John Hartl escribió en el Seattle Times que «no es muy buena, pero sin duda es curiosa». En su primer fin de semana en Norteamérica apenas sumó $1,5 millones en casi dos mil cines.
Se reunió nuevamente con el reparto original de Dolphin Tale para protagonizar la segunda parte, titulada Dolphin Tale 2 (2014), en la que retomaba su personaje de Lorraine Nelson. La prensa cinematográfica recibió de forma positiva esta secuela, Ben Kenigsberg la describió en The New York Times como «sana, cautivadora y plagada de una impresionante fotografía acuática». Su apertura en territorio estadounidense fue de $15,8 millones, lo que supone un 17 % menos de lo ingresado por la primera parte en el mismo periodo de tiempo. Entre sus próximos proyectos se encuentran el drama Big Stone Gap (2014), junto a Patrick Wilson y Whoopi Goldberg, y la comedia Good Kids (2015).

## Vida privada
La actriz publicó sus memorias, bajo el título de All That Is Bitter and Sweet, en las que dio detalles de cómo las dolorosas experiencias de su niñez (durante la cual sufrió abusos sexuales primero a los 7 y luego a los 15 años) acabaron por llevarla a trabajar en la defensa de mujeres abandonadas y niños en países pobres. Participa en numerosas campañas por la prevención del sida, siendo portavoz de YouthAIDS International desde el 22 de junio de 2005. Visitó Guatemala entre el 2 y el 5 de mayo de 2006 junto a Salma Hayek y el cantante colombiano Juanes, como parte de la campaña de YouthAIDS. En febrero de 2006 empezó un tratamiento de cuarenta y siete días contra la depresión en un centro de rehabilitación de Texas, Estados Unidos.
Se la ha relacionado sentimentalmente con los actores Matthew McConaughey y Robert De Niro, además de con el cantante Michael Bolton. Se casó en 2001 con el piloto escocés Dario Franchitti; se comprometieron en diciembre de 2000 y un año más tarde, el 12 de diciembre de 2001, contrajeron matrimonio en Escocia, en el mismo castillo en el que se casó Madonna el año anterior. No tuvieron hijos, con Judd declarando que «es inconcebible reproducirse con el número de niños que están muriendo por inanición en países empobrecidos». El 29 de enero de 2013 la pareja anunció oficialmente su separación según informó la revista People.
En febrero de 2021 tuvo un accidente en el Congo, con el que tuvo fractura múltiple de su pierna y casi la pierde. Se ha mantenido desde entonces en recuperación (2023) 

## Filmografía

### Cine
| Año  | Título                                 | Personaje                                |
| ---- | -------------------------------------- | ---------------------------------------- |
| 1992 | Kuffs                                  | Esposa del dueño de la tienda de pintura |
| 1993 | Ruby en el paraíso                     | Ruby Lee Gissing                         |
| 1995 | Smoke                                  | Felicity                                 |
| 1995 | The Passion of Darkly Noon             | Callie                                   |
| 1995 | Heat                                   | Charlene Shiherlis                       |
| 1996 | Normal Life                            | Pan Anderson                             |
| 1996 | A Time to Kill                         | Carla Brigance                           |
| 1997 | The Locusts                            | Kitty                                    |
| 1997 | Kiss the Girls                         | Kate McTiernan                           |
| 1998 | Simon Birch                            | Rebecca Wenteworth                       |
| 1999 | Double Jeopardy                        | Libby                                    |
| 2000 | Eye of the Beholder                    | Joanna Eris                              |
| 2000 | Where the Heart Is                     | Lexie Coop                               |
| 2001 | Someone like You                       | Jane Goodale                             |
| 2002 | High Crimes                            | Claire Kubik                             |
| 2002 | Divine Secrets of the Ya-Ya Sisterhood | Vivi Abbott Walker (de joven)            |
| 2002 | Frida                                  | Tina Modotti                             |
| 2004 | Twisted                                | Jessica Shepard                          |
| 2004 | De-Lovely                              | Linda Porter                             |
| 2006 | Come Early Morning                     | Lucille Fowler                           |
| 2006 | Bug                                    | Agnes White                              |
| 2009 | Helen                                  | Helen                                    |
| 2009 | Crossing Over                          | Denise Frankel                           |
| 2010 | Tooth Fairy                            | Carly                                    |
| 2011 | Flypaper                               | Kaitlin                                  |
| 2011 | Dolphin Tale                           | Lorraine Nelson                          |
| 2012 | A Fierce Green Fire                    | Narradora                                |
| 2013 | Olympus Has Fallen                     | Primera dama Margaret Asher              |
| 2014 | Divergent                              | Natalie Prior                            |
| 2014 | The Identical                          | Louise Wade                              |
| 2014 | Dolphin Tale 2                         | Lorraine Nelson                          |
| 2014 | Big Stone Gap                          | Ave Maria Mulligan                       |
| 2014 | Love is a Verb                         | Narradora                                |
| 2015 | The Divergent Series: Insurgent        | Natalie Prior                            |
| 2016 | Good Kids                              | Gabby                                    |
| 2019 | A Dog's Way Home                       | Terri                                    |

### Televisión
| Año  | Título                              | Personaje                             |
| ---- | ----------------------------------- | ------------------------------------- |
| 1991 | Star Trek: The Next Generation      | Robin Lefler                          |
| 1991 | Sisters                             | Reed Halsey                           |
| 1992 | Till Death Us Do Part               | Gwen Fox                              |
| 1996 | Norma Jean & Marylin                | Norma Jean                            |
| 1998 | Adventures from the Book of Virtues | Cornelia                              |
| 2000 | The Ryan Interview                  | Fredericka Rose                       |
| 2012 | Missing                             | Becca Winstone                        |
| 2014 | Call Me Crazy: A Five Film          | Directora del episodio Segment Maggie |
| 2014 | Salvation                           | Jennifer Strickland                   |
| 2017 | Twin Peaks                          | Beverly Paige                         |
| 2017 | Berlin Station                      | BB Yates                              |

## Premios y nominaciones
| Año  | Premio                                  | Categoría                             | Trabajo nominado                       | Resultado |
| ---- | --------------------------------------- | ------------------------------------- | -------------------------------------- | --------- |
| 1996 | Globo de Oro                            | Mejor actriz de miniserie o telefilme | Norma Jean & Marilyn                   | Nominada  |
| 2004 | Globo de Oro                            | Mejor actriz de comedia o musical     | De-Lovely                              | Nominada  |
| 1996 | Premios Emmy                            | Mejor actriz - miniserie o telefilme  | Norma Jean & Marilyn                   | Nominada  |
| 2012 | Premios Emmy                            | Mejor actriz - miniserie o telefilme  | Missing                                | Nominada  |
| 2008 | Premios Saturn                          | Mejor actriz                          | Bug                                    | Nominada  |
| 2000 | Blockbuster Entertainment Awards        | Mejor actriz - Suspense               | Double jeopardy                        | Ganadora  |
| 1999 | Blockbuster Entertainment Awards        | Mejor actriz - Vídeo                  | Kiss the Girls                         | Nominada  |
| 1998 | Blockbuster Entertainment Awards        | Mejor actriz - Suspense               | Kiss the Girls                         | Nominada  |
| 1994 | Chicago Film Critics Association Awards | Actriz más prometedora                | Ruby in Paradise                       | Nominada  |
| 2007 | Fright Meter Awards                     | Mejor actriz                          | Bug                                    | Nominada  |
| 1994 | Premios Independent Spirit              | Mejor actriz                          | Ruby in Paradise                       | Ganadora  |
| 2011 | Kids Choice Awards                      | Mejor actriz                          | Tooth Fairy                            | Nominada  |
| 1998 | Lone Star & Television Awards           | Mejor actriz de reparto               | The Locusts                            | Ganadora  |
| 2000 | MTV Movie Awards                        | Mejor actriz                          | Double jeopardy                        | Nominada  |
| 1994 | National Society of Film Critics Awards | Mejor actriz                          | Ruby in Paradise                       | Nominada  |
| 1993 | New York Film Critics Circle Awards     | Mejor actriz                          | Ruby in Paradise                       | Nominada  |
| 2003 | Phoenix Film Critics Society Awards     | Mejor actriz de reparto               | Divine Secrets of the Ya-Ya Sisterhood | Nominada  |
| 2003 | Prism Awards                            | Mejor interpretación en una película  | Divine Secrets of the Ya-Ya Sisterhood | Nominada  |
| 1998 | Satellite Awards                        | Mejor actriz de reparto - Drama       | Kiss the Girls                         | Nominada  |